# Rotala densiflora
Rotala densiflora là một loài thực vật có hoa trong họ Lythraceae. Loài này được (Roth) Koehne miêu tả khoa học đầu tiên năm 1880.

## Hình ảnh

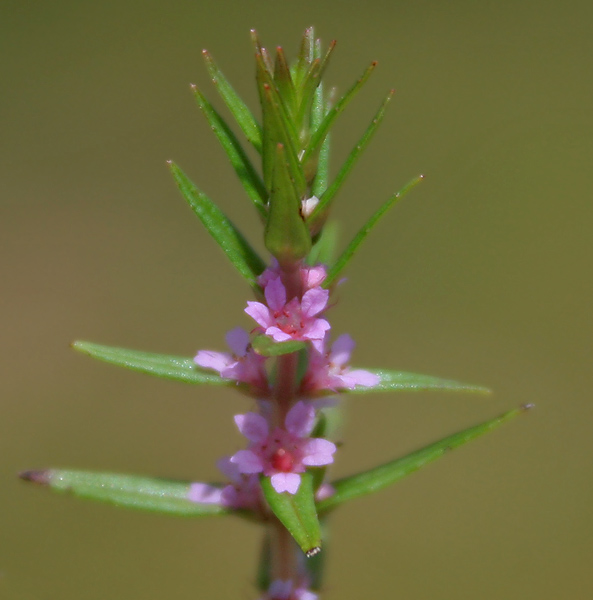
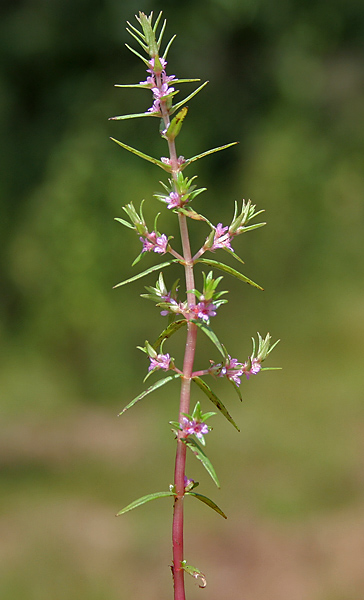